# 大田原市立若草中学校
大田原市立若草中学校（おおたわらしりつ わかくさちゅうがっこう）は栃木県大田原市若草にある公立中学校。略称は「若中」。栃木県内で唯一独立した相撲部があるため、学区外や市外からの入学者もいる。

## 沿革
- 1985年4月 - 大田原市立大田原中学校より分離開校
- 1986年 - 校歌「若草萌える」制定
- 2010年 - 柔道相撲部から相撲部が独立発足[1]
- 2019年 - 第49回全国中学校相撲選手権大会 団体 優勝

## 通学区域
通学区域は以下の通りである。
大田原市
- 山の手1丁目、2丁目の一部
- 城山1-2丁目
- 元町1-2丁目
- 新富町1-3丁目
- 中央1丁目の一部、2丁目の一部

- 住吉町1丁目の一部、2丁目の一部
- 末広1丁目の一部、2丁目の一部
- 若松町の一部
- 富士見1丁目の一部、2丁目の一部
- 若草1-2丁目

- 中田原の一部
- 上奥沢の一部
- 北大和久の一部
- 赤瀬の一部
- 北大和久

## 進学前小学校
- 大田原市立大田原小学校

## 交通
- JR東北本線（宇都宮線）西那須野駅より約6.1km

## 著名な出身者
- 佐藤貴史 - 俳優・声優
- 三田大生 - 大相撲力士（市野沢小学校出身[4]）
- 若ノ勝栄道 - 大相撲力士（宇都宮市から通学[2]）